# Movimiento de Salvación Nacional
El Movimiento de Salvación Nacional (MSN) es un partido político creado por Álvaro Gómez Hurtado para presentar su candidatura presidencial en Colombia en el 1990, en disidencia del Partido Conservador Colombiano. Aunque no ganó las elecciones, obtuvo la segunda mayor votación, superando al candidato oficial del Partido Conservador. Mantuvo su presencia en el Senado y en la Cámara de Representantes en posteriores elecciones.
En 2021, el sobrino de Gómez, Enrique Gómez Martínez, recuperó la personería jurídica del partido y decidió refundar la organización el 1 de diciembre del mismo año. Se presentaron listas propias para las elecciones legislativas del 2022 y Enrique Gómez fungió como candidato presidencial del partido pero solo logrando el 0.23% de los votos.

## Historia

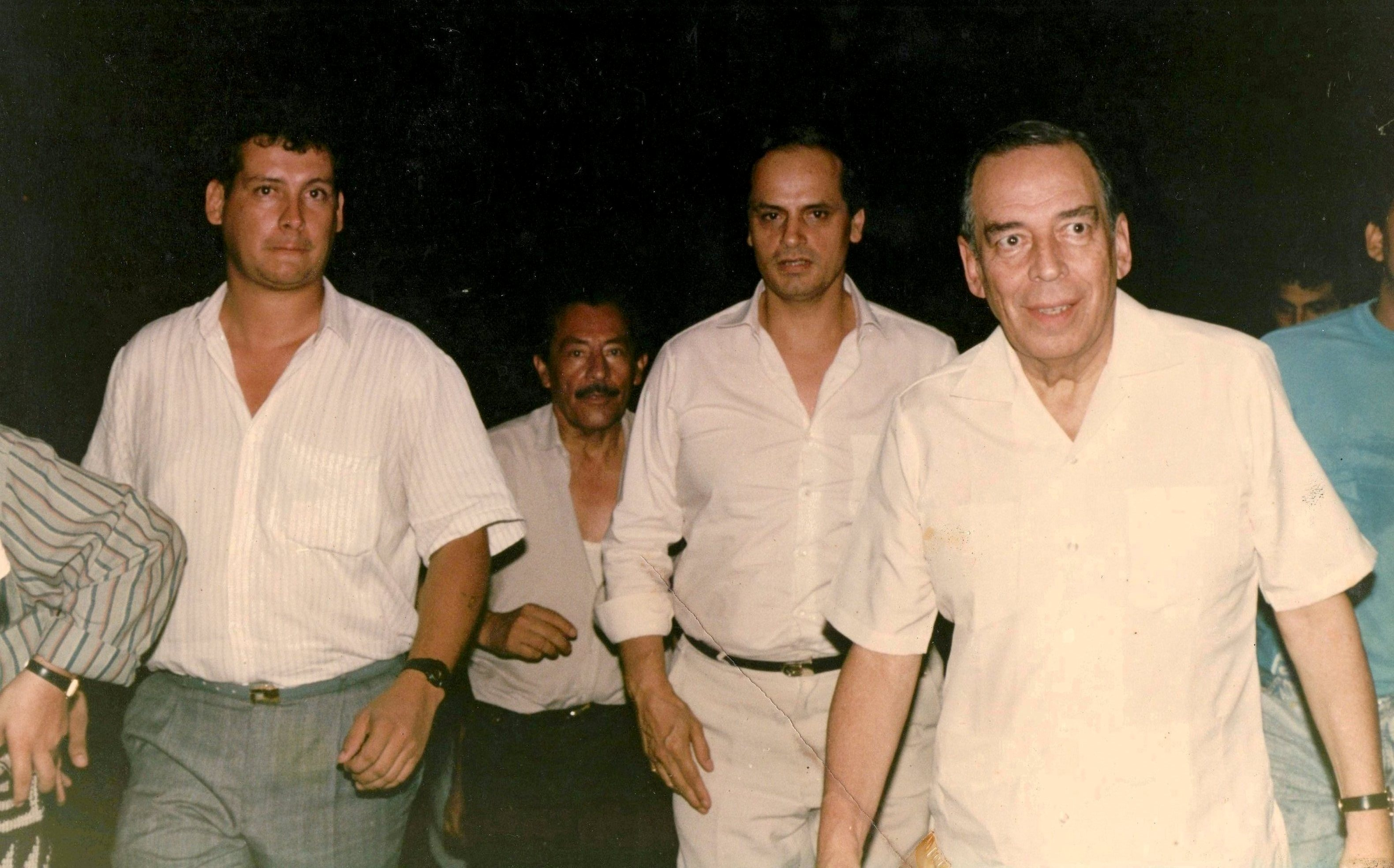
Gómez en campaña presidencial, 1990.

### Origen y elecciones de 1990
Para las convulsas elecciones presidenciales de 1990, Álvaro Gómez Hurtado, antiguo militante del Partido Conservador, e hijo del expresidente conservador Laureano Gómez, decidió lanzar su candidatura presidencial (la tercera de su carrera y la primera como independiente) como disidente conservador, tras su derrota en las elecciones de 1986, a nombre del conservatismo.
Gómez compitió contra el candidato oficialista conservador, el periodista Rodrigo Lloreda (apoyado por el expresidente Misael Pastrana Borrero), a quien derrotó sin problemas, pero no pudo hacer lo mismo con el candidato liberal, César Gaviria, quien terminó ganando la presidencia el 27 de mayo de 1990.

### Elecciones de 1990ː Asamblea constituyente
Pese a esa derrota de marzo, sin embargo, el partido obtuvo su mayor victoria al participar en la elección para integrar la Asamblea Nacional Constituyente de 1991, que redactó una nueva Constitución; las elecciones en cuestión, atípicas por muchas razones, se celebraron en diciembre de 1990. Para ésta nueva y fugaz campaña, Gómez se rodeó de políticos de ambos partidos, en lo que llamó una "fuerza suprapartidista".
El éxito fue tal que el partido se convirtió en la tercera fuerza política de la asamblea, con 11 constituyentes electos, lo que le permitió a Gómez (quien obtuvo el segundo lugar en votos individuales con el 15.81%) convertirse en copresidente de la Asamblea, junto al liberal Horacio Serpa y al ex M-19, Antonio Navarro Wolff, y en uno de los principales inspiradores de la actual Constitución de Colombia.
Además de Gómez, fueron elegidos Carlos Lleras de la Fuente (hijo del expresidente Carlos Lleras Restrepo), Raimundo Emiliani, Tulio Cuevas Romero, Alberto Zalamea, Cornelio Reyes, Rafael Molina, Luis Guillermo Nieto, Álvaro Cala Hederich, Carlos Daniel Abello Roca y Juan Carlos Esguerra Portocarrero.

### Asesinato de Gómez y decandencia
En 1994 el partido no presentó candidato a la presidencia, pues se adhirió a la candidatura del conservador Andrés Pastrana Arango, hijo del expresidente Pastrana, quien en 1992 lanzó su movimiento Nueva Fuerza Democrática. Pastrana fue derrotado en la segunda vuelta de las elecciones por el liberal Ernesto Samper, quien resultó elegido con dineros del Cartel de Cali, desatándose el escándalo del Proceso 8000, en el que Gómez estuvo muy presente.
Álvaro Gómez Hurtado fue asesinado a la salida de la Universidad Sergio Arboleda, el 2 de noviembre de 1995, cuando tenía 76 años. Su muerte sin embargo perjudicó enormemente su movimiento, ya que sus electores no encontraron un liderazgo convincente en su hermano Enrique Gómez, quien asumió el liderato del partido a finales de 1995. De hecho, en 1998 Gómez solo pudo aspirar a una curul en el senado para sí mismo, y dos curules más.
Por otra parte, en Manizales, el Movimiento tuvo como su gestor y líder a Luis Emilio Sierra Grajales, quien mantuvo el Movimiento vigente y logró posicionarlo como el partido con participación más activa en la política de Caldas en 2002.

### Pérdida y recuperación de la personería jurídica
El Movimiento de Salvación Nacional perdió su personalidad jurídica por la resolución 1057/2006 del Consejo Nacional Electoral (no obstante haber conseguido representación en la Cámara en las elecciones del 12 de marzo de 2006, y en diciembre de ese año, efectuó una reclamación ante el Consejo para solicitar que se permitiese conservar el nombre y distintivo del Movimiento de Salvación Nacional, en Caldas).
El 15 de febrero y el 6 de marzo de 2007 se recibieron del Consejo Nacional Electoral el Concepto 3875 de 2006 y Radicado 507 de 2007, en los cuales se concluía que: “ningún grupo significativo de ciudadanos que pretenda inscribir candidatos para que participen en una contienda electoral puede usar el símbolo del Arco Iris y el nombre de Salvación Nacional”. A pesar de que en estos conceptos se niega la posibilidad de usar el nombre y logotipo para avalar candidatos, el movimiento decidió mantenerlos.
El partido perdió su personería jurídica en 2006 por la resolución 1057/2006 de 13 de julio del Consejo Nacional Electoral.
En 2007 el partido tenía como representantes a las siguientes personas a nivel nacional y local: 
- Cámara de Representantes: Jorge Eduardo González Ocampo.[9]
- Alcalde de Manizales: Dr. Juan Manuel Llano Uribe.[10]

Dos diputados en la Asamblea de Caldas, cuatro concejales en Manizales y la mayoría de los ediles comuneros en la Juntas Administradoras Locales de Manizales, así como concejales y alcaldes en el Departamento de Caldas.
El Partido M.S.N.-MOVIMIENTO DE SALVACION NACIONAL recuperó su Personería Jurídica el 1 de diciembre de 2021. Asimismo, se realizó la inscripción de los candidatos a Cámara de Representantes, Senado de la República, y posteriormente a la presidencia con Enrique Gómez Martínez como candidato.

### Candidatura presidencial de 2022
Enrique Gómez Martínez, hijo del Enrique Gómez y sobrino de Álvaro Gómez, asumió como candidato presidencial del movimiento, quien tras de ser derrotado en primera vuelta, anunció que votaría por Rodolfo Hernández y Marelen Castillo para presidencia y vicepresidencia respectivamente.

### Actualidad
En las elecciones regionales de 2023, Gómez lanzó la candidatura al concejo de Bogotá de su hijo Nicolás Gómez Arenas, y a la alcaldía de la capital del exministro Diego Molano, candidaturas apoyadas por Nueva Fuerza Democrática (partido que resurgió en 2022) y Centro Democrático, respectivamente. Sin embargo, ambos candidatos fueron derrotados por sus contendores directos. 
A pesar de esas derrotas, el MSN logró obtener 2 gobernadores, un diputado a la asamblea, 4 alcaldes y 107 concejales, resultados que, aunque mínimos, representan la base electoral del partido actualmente. En la actualidad, el partido sigue en la oposición, y planea participar en las elecciones presidenciales de 2026, con candidato propio.

## Resultados electorales

### Elecciones presidenciales
|  | 23.71 % |

|  | 0.23 % |

### Elecciones parlamentarias
|  | 4,8 % |

|  | 7 % |

|  | 2 % |

|  | 1 % |

|  | 1 % |

|  | 0,7 % |

|  | 0,9 % |

|  | 1,8 % |

|  | 0,3 % |

|  | 0,3 % |

|  | 0,17 % |

|  | 0,24 % |